# Vendrennes
Vendrennes település Franciaországban, Vendée megyében. Lakosainak száma 1802 fő (2022. január 1.). Vendrennes Mesnard-la-Barotière, Les Herbiers, Mouchamps, L’Oie, Saint-André-Goule-d’Oie, Sainte-Florence és Saint-Fulgent községekkel határos.

## Népesség
A település népessége az elmúlt években az alábbi módon változott:
| Lakosok száma | 1589 | 1672 | 1732 | 1721 | 1743 | 1772 | 1779 | 1791 | 1802 |
|               | 2013 | 2015 | 2016 | 2017 | 2018 | 2019 | 2020 | 2021 | 2022 |